# Nemîr, Rojîșce
Nemîr (în ucraineană Немир) este localitatea de reședință a comunei Nemîr din raionul Rojîșce, regiunea Volînia, Ucraina.

## Demografie
Componența lingvistică a localității Nemîr
     Ucraineană (99,8%)
     Alte limbi (0,2%)
Conform recensământului din 2001, majoritatea populației localității Nemîr era vorbitoare de ucraineană (99,8%), existând în minoritate și vorbitori de alte limbi.